# Карабас (Бескарагайський район)
Караба́с (каз. Қарабас) — село у складі Бескарагайського району Абайської області Казахстану. Адміністративний центр Карабаського сільського округу.
Населення — 952 особи (2021; 1424 у 2009, 2136 у 1999, 2387 у 1989).
Національний склад станом на 1989 рік:
- казахи — 42 %
- росіяни — 37 %

До 2011 року село називалось Семеновка.